# Гочо Грозев
Гочо Грозев Митев е функционер на БРП (к). Участник в комунистическото партизанско движение в България по време на Втората световна война, член на главния щаб на НОВА.

## Биография
Гочо Грозев е роден на 22 юни 1900 г. в с. Конуш, Хасковско. Член на БКМС от 1919 г. и на БКП от 1920 г. Участва в Септемврийско въстание в Любимецкия край (1923). След неуспеха му е осъден на смърт по ЗЗД (задочно). Емигрира в СССР. След завръщането си живее във Варна и София. Във Варна е част от Варненската областна военна организация на БКП. На 7 май 1925 г. е арестуван и осъден на смърт. Присъдата му е заменена с 12 години затвор. Освободен е през 1936 г. Тогава е определен за секретар на ОК на БКП в Хасково и член на ЦК на БКП до 1937 г. След това е пълномощник на ЦК на БКП за работа с младежите, член на ЦК на РП, организационен секретар на партията и секретар на Софийския градски и околийски комитет.
Участва в комунистическото партизанско движение в България по време на Втората световна война. Член на нелегалния ЦК на БРП и на главния щаб на НОВА. През 1941 – 1943 г. е интерниран в лагерите Гонда вода и Кръстополе. През есента на 1943 г. излиза и става политкомисар на Втора Пловдивска въстаническа оперативна зона. Втори път е осъден на смърт по ЗЗД (задочно). През ноември 1943 г. става член на ОК на БКП в Пловдив.
След 9 септември 1944 г. е първи секретар на Общинския комитет на БРП (к) в Пловдив. Член на ЦК на БКП (1936 – 1937). Народен представител и член на Президиума на Народното събрание на Народна република България (1958 – 1964). В периода 1945 – 1948 година е кандидат-член на Политбюро на ЦК на БКП. През 1946 година завежда отдел „Кадри“ при ЦК на БКП. От 1948 до 1950 г. е секретар на НС на ОФ. Между 1950 и 1966 г. завежда различни отдели на ЦК на БКП. С указ № 537 от 7 септември 1964 г. е удостоен със званието Герой на социалистическия труд. Носител е на три ордена „Георги Димитров“. Умира на 19 февруари 1966 г. в София.